# Turdus atrogularis
O tordo-de-garganta-preta (nome científico: Turdus atrogularis) é uma espécie de pássaro da família Turdidae, que apresenta comportamentos migratórios no leste da região paleártica. Alguns estudos a consideram uma subespécie de Turdus ruficollis, porém os mais recentes as tratam como espécies distintas.

## Habitat
Os tordos-de-garganta-preta se reproduzem nas bordas de clareiras em florestas decíduas de coníferas ou mistas, geralmente sobre a vegetação rasteira em florestas de abetos ou Pinus sibirica, especialmente ao longo de cursos de água ou em áreas pantanosas.

## Ecologia
Geralmente seu período reprodutivo compreende o final de maio até o final de julho, com os casais ficando sozinhos ou em bandos pequenos. Seu ninho é feito de gramíneas e galhos finos, ligados com terra e forrados com plantas pequenas, musgo ou líquen.

## Distribuição

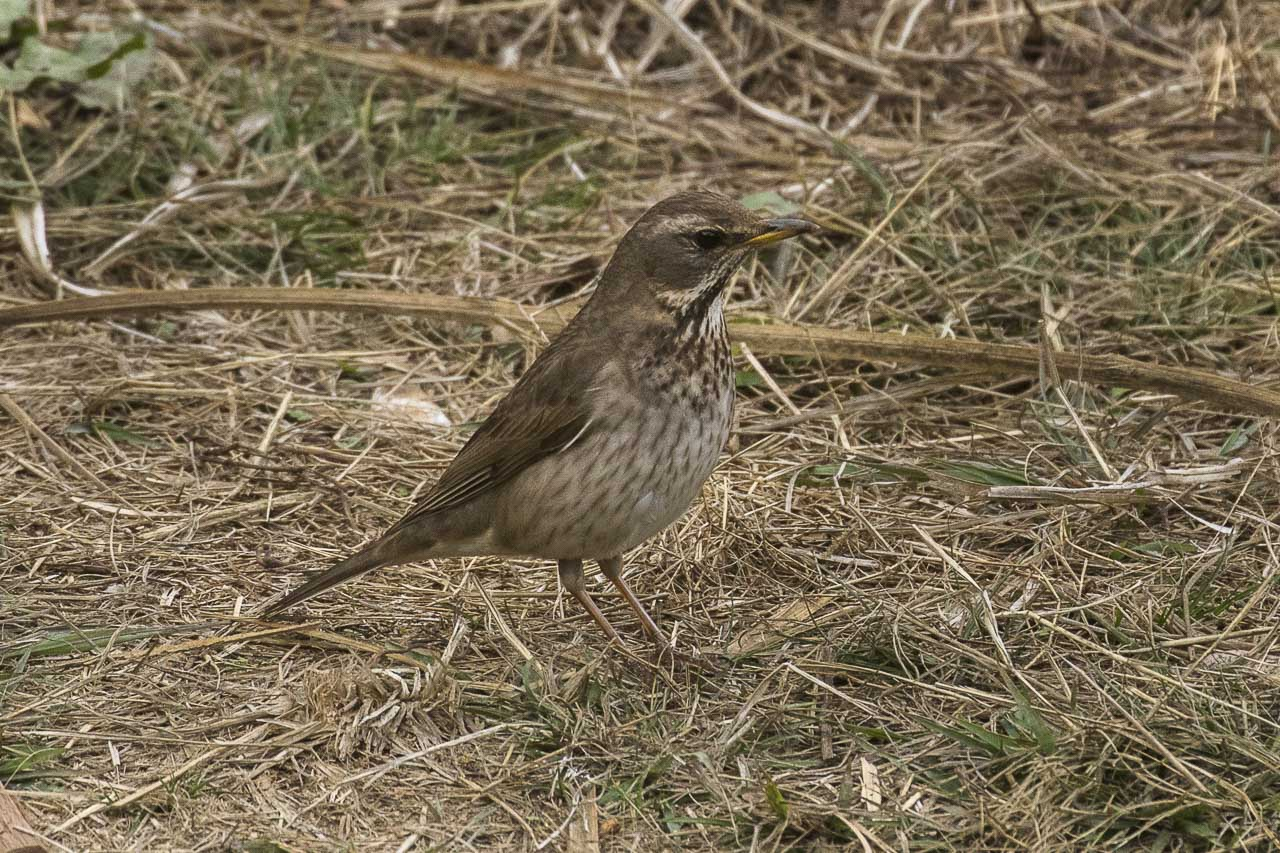
Tordo-de-garganta-preta

Na época da reprodução o tordo-de-garganta-preta pode ser encontrado do extremo leste da Europa até a Sibéria Ocidental e o noroeste da Mongólia . No período de inverno, o animal, pode ser encontrado do Oriente Médio (embora seja incomum na Península Arábica até o leste da Birmânia). Como é uma ave migratória, o tordo-de-garganta-preta, já foi encontrado até no Japão, Tailândia e Taiwan e na maior parte da Europa.